# Nyabihanga
Nyabihanga è un comune del Burundi situato nella provincia di Mwaro con 60.311 abitanti (censimento 2008).

## Geografia antropica

### Suddivisioni amministrative
Il comune è suddiviso in 29 colline.